# Referat (ÖH)
Ein Referat ist eine Organisationseinheit zur Erfüllung eines bestimmten Aufgabenbereichs innerhalb der Österreichischen Hochschülerinnen- und Hochschülerschaft oder einer Hochschülerschaft an einer Hochschule. Referate werden über die Satzung der jeweiligen Körperschaft eingerichtet, Anzahl und Aufgabenbereiche schwanken daher. Aufgrund gesetzlicher Verpflichtungen gibt es jedoch an jeder Hochschülerschaft zumindest Referate für Bildungspolitik, Sozialpolitik und wirtschaftliche Angelegenheiten.

## Aufbau
Ein Referat steht unter der Leitung eines Referenten. In der Regel werden diese auf Vorschlag der jeweiligen Vorsitzenden der Bundesvertretung beziehungsweise der Universitätsvertretungen mit einfacher Mehrheit gewählt. In diesem Fall müssen sie selbst Studierende sein, bei den Referaten auf Universitätsebene aber nicht notwendigerweise derselben Universität. Eine Abwahl ist dann nur mit einer Zweidrittelmehrheit möglich. Alternativ können auch entsprechend qualifizierte Angestellte (die selbst nicht Studierende sein müssen) mit der Leitung eines Referats betraut werden. Auch in diesem Fall muss jeweils die Bundes- beziehungsweise Universitätsvertretung dem entsprechenden Vorschlag der oder des Vorsitzenden zustimmen.
Das Hochschülerinnen- und Hochschülerschaftsgesetz 2014 (HSG 2014) ermächtigt Hochschülerschaften, über die Satzung zusätzlich die vorläufige Betrauung mit der Leitung eines Referats vorzusehen (um Vakanzen zu vermeiden, wenn beispielsweise über die Sommerferien keine Sitzungen des jeweiligen Kollegialorgans stattfinden dürfen). Von dieser Bestimmung machen die meisten Hochschülerschaften Gebrauch.
Zusätzlich können den Referenten von den jeweiligen Vorsitzenden „im Hinblick auf den Umfang ihrer Aufgaben […] Sachbearbeiter sowie Angestellte zur Unterstützung zur Verfügung gestellt werden“. Die Sachbearbeiter müssen (ähnlich wie Angestellte) selbst nicht unbedingt Studierende sein (sind es üblicherweise jedoch). Bis auf die Angestellten sind alle Referatsmitarbeiter ehrenamtlich tätig und haben lediglich Anspruch auf eine (pauschalierte) Aufwandsentschädigung.

## Sonderstellung des Wirtschaftsreferats
Das Referat für wirtschaftliche Angelegenheiten (kurz Wirtschaftsreferat) nimmt im Gefüge des HSG 2014 eine Sonderstellung ein. Für jedes einnahmen- oder ausgabenwirksame Rechtsgeschäft gilt ein Vieraugenprinzip. Mit dem HSG 2014 gibt es auch eine Stellvertretungsfunktion für den Wirtschaftsreferenten.
Für den Abschluss von Rechtsgeschäften gibt es unterschiedliche Einnahmen- beziehungsweise Ausgabengrenzen, ab denen ein Beschluss des jeweiligen entscheidungsbefugten Organs (Universitätsvertretung und Bundesvertretung) notwendig ist. Aufgrund des Bruttoprinzips dürfen die Einnahmen und Ausgaben eines Rechtsgeschäfts dabei nicht saldiert werden.
| Körperschaft                            | Beschlussfassendes Organ                             | Einnahmen/Ausgaben bis |
| --------------------------------------- | ---------------------------------------------------- | ---------------------- |
| ÖH                                      | Bundesvertretung                                     | unbegrenzt             |
| ÖH                                      | Wirtschaftsausschuss                                 | 18.000 EUR             |
| ÖH                                      | Vorsitzender                                         | 9.000 EUR              |
| ÖH                                      | Referent b                                           | 1.800 EUR              |
| ÖH                                      | Referent c                                           | 900 EUR                |
| Hochschülerinnen- und Hochschülerschaft | Hochschulvertretung                                  | unbegrenzt             |
| Hochschülerinnen- und Hochschülerschaft | Wirtschaftsausschuss a                               | 18.000 EUR             |
| Hochschülerinnen- und Hochschülerschaft | Wirtschaftsausschuss                                 | 12.000 EUR             |
| Hochschülerinnen- und Hochschülerschaft | Vorsitzender a                                       | 9.000 EUR              |
| Hochschülerinnen- und Hochschülerschaft | Vorsitzender                                         | 6.000 EUR              |
| Hochschülerinnen- und Hochschülerschaft | Vorsitzender einer Studienvertretung oder Referent b | 1.800 EUR              |
| Hochschülerinnen- und Hochschülerschaft | Vorsitzender einer Studienvertretung d               | 900 EUR                |
| Hochschülerinnen- und Hochschülerschaft | Referent c                                           | 900 EUR                |

## Referate der Österreichischen Hochschülerinnen- und Hochschülerschaft
Bei der Österreichischen Hochschülerinnen- und Hochschülerschaft sind folgende Referate eingerichtet (Stand 11. Dezember 2015):
- Referat für wirtschaftliche Angelegenheiten
- Referat für Sozialpolitik
- Referat für Bildungspolitik
- Referat für Öffentlichkeitsarbeit
- Referat für internationale Angelegenheiten
- Referat für ausländische Studierende
- Referat für feministische Politik
- Referat für Menschenrechte und Gesellschaftspolitik
- Referat für pädagogische Angelegenheiten
- Referat für Fachhochschul-Angelegenheiten
- Referat für Studien- und Maturant_innenberatung
- Referat für Barrierefreiheit
- Referat für Privatuniversitäts-Angelegenheiten
- Queer-Referat